# Svarttjärnarna (Föllinge socken, Jämtland)
Svarttjärnarna är en sjö i Krokoms kommun i Jämtland och ingår i Indalsälvens huvudavrinningsområde.